# Черчилль, Уинстон (1620—1688)
Сэр Уинстон Черчилль (18 апреля 1620 — 26 марта 1688) — английский солдат, историк и политик. Известный как «Кавалер-полковник».

## Биография
Сын адвоката Джона Черчилля из Дорсета и Сары Уинстон, дочери сэра Генри Уинстона.
Уинстон Черчилль получил образование в Сент-Джонс колледже в Оксфорде, но оставил университет, не получив учёную степень.
Уинстон Черчилль, получивший в 1642 году чин капитана, был горячим роялистом и во время Гражданской войны в Англии сражался за короля Карла I Стюарта против восставшего парламента. После поражения роялистов он вынужден был выплатить денежный штраф в размере 446 фунтов стерлингов.
После реставрации Стюартов в 1660 году Уинстон Черчилль был избран депутатом в парламент от Уэймута и Мелкомб-Реджиса (Дорсет) (с 27 марта 1661 по 1679) и Лайм-Реджиса (19 марта 1685—11 января 1689).
В 1664 году Уинстон Черчилль был посвящён в рыцари и стал членом Лондонского королевского общества.
Автор истории английских королей под названием « Divi Britannica; being a remark upon the Lives of all the Kings of this Isle, from the year of the World 2855 until the year of Grace 1660», в которой описал историю Англии от сотворения мира в 2855 году до 1660 года.
В марте 1688 года 67-летний Уинстон Черчилль скончался.

## Семья и дети
В мае 1643 года женился на Элизабет Дрейк, дочери сэра Джона Дрейка (ум. 1636) и Элеоноры Ботелер, дочери Джона Ботелера, 1-го барона Ботелера, и Элизабет Вильерс. Жена принесла ему в приданое 1500 фунтов стерлингов. У них было двенадцать детей, из которых выжило только пять:
- Арабелла Черчилль (1648—1730), любовница короля Якова II Стюарта и мать четверых его детей
- Джон Черчилль (1650—1722), 1-й герцог Мальборо
- Джордж Черчилль (1653—1710), адмирал
- Чарльз Черчилль (1656—1714), генерал
- Теобальд Черчилль (1662—1685).